# Asbjørn Sennels
Asbjørn Sennels (født 17. januar 1979, død 9. juli 2023) var en dansk professionel fodboldspiller. Han stoppede sin karriere i juni 2012 efter at have spillet et halv år som amatørspiller i Viborg FF efter i første omgang at have stoppet sin karriere i 2010. Han er opvokset i Aarhus-bydelen Brabrand.

## Karriere
Som venstrebensspiller foretrak Sennels at spille på venstresiden, helst som venstreback. Tidligere klubber er Brabrand, Skovbakken og Brøndby IF.
Positionen som landsholdets venstreback har igennem tiderne været det danske landsholds akilleshæl.[kilde mangler] Derfor havde mange fodboldeksperter store forhåbninger til Asbjørn Sennels, da han formåede at opretholde et højt niveau på Viborg FFs Superligahold i det 21. århundredets spæde år. Grundet de gode præstationer fik Sennels landsholdsdebut den 20. august 2003 i hjemmekampen mod Finland. Efterfølgende fungerede Sennels som perifer landsholdsspiller.
Gennem sit nationale og internationale gennembrud fik Brøndby øjnene op for Sennels' egenskaber, og han blev hentet til vestegnsklubben med store forventninger i vinteren 2004. Forventningerne er dog ikke blevet indfriet startende med en katastrofal indsats i Brøndbys 1-6 hjemmenederlag til Esbjerg i forårspremieren 2004. Sennels fik en hård medfart af Brøndbys fanskare, og han blev aldrig accepteret fuldt ud.[kilde mangler].
Sennels' tid i Brøndby bar præg af en udviklingsmæssig stagnation. Han mistede sin stamplads i Brøndbys startopstilling samt sine positioner som henholdsvis A-landsholdsspiller og ligalandsholdsspiller. I sommeren 2007 skiftede han tilbage til sin gamle klub, Viborg FF.
I sommeren 2010 indstillede Sennels sin professionelle karriere, efter at Viborg FF ikke ville forlænge hans kontrakt.
Siden spillede han som amatør i Serie 2-klubben i Tjele Vest Sport[kilde mangler], inden han gjorde comeback med en amatøraftale med sin tidligere klub Viborg FF i foråret 2012. Sideløbende skulle Sennels arbejde omkring talentarbejdet i klubben. Efter en succesfuld halvsæson i klubben indstillede Sennels endeligt sin karriere i juni 2012, da det ikke kunne lade sig gøre at kombinere fodbolden med fuldtidsarbejde som gymnasielærer.

## Privatliv
Han er barnebarn af organisten og komponisten Richard Sennels.
Asbjørn Sennels blev i 1998 student fra Århus Statsgymnasium, og har sideløbende med sin fodboldkarriere uddannet sig til cand.mag. i idéhistorie og kunsthistorie ved Aarhus Universitet.

## Død
Efter et kortvarigt kræftforløb døde Sennels 9. juli 2023. Sennels efterlod ved sin død kone og to børn.